# Ochlenberg
Ochlenberg is een gemeente en plaats in het Zwitserse kanton Bern, en maakt deel uit van het district Oberaargau.
Ochlenberg telt 587 inwoners.